# Jinkouxiang (ort i Kina, Jiangxi Sheng, lat 29,32, long 115,28)
Jinkouxiang är en ort i Kina. Den ligger i provinsen Jiangxi, i den sydöstra delen av landet, omkring 92 kilometer nordväst om provinshuvudstaden Nanchang. Antalet invånare är 6 299. Befolkningen består av 3 162 kvinnor och 3 137 män. Barn under 15 år utgör 17,0 %, vuxna 15-64 år 72 %, och äldre över 65 år 10,0 %.
Runt Jinkouxiang är det ganska tätbefolkat, med 93 invånare per kvadratkilometer. Närmaste större samhälle är Luxi, 13,1 km norr om Jinkouxiang. 
Genomsnittlig årsnederbörd är 2 252 millimeter. Den regnigaste månaden är maj, med i genomsnitt 345 mm nederbörd, och den torraste är januari, med 52 mm nederbörd.